# コトノハ (元ちとせのアルバム)
『コトノハ』は、日本の歌手元ちとせのインディーズ2枚目のアルバムである。

## 概要
- 2枚目のインディーズアルバム。前作とは違い、すべてオリジナル曲で構成されている。

## 収録曲
1. コトノハ
作詞：元ちとせ&HUSSY_R、作曲：間宮工
2. 約束
作詞：上田現、作曲：上田現
3. 竜宮の使い
作詞：上田現、作曲：上田現
アニメ映画『プランゼット』主題歌
4. 精霊
作詞：HUSSY_R、作曲：間宮工
この曲のアレンジバージョン「精霊 (nomad version)」は映画『死に花』の主題歌として使用された。映画バージョンは『死に花 オリジナル・サウンドトラック』に収録されている。（元ちとせ名義のアルバムには収録されていない）
5. 三八月
作詞：元ちとせ&HUSSY_R、作曲：ハシケン

## 演奏
- 間宮工
  - Programming (#1.4.5)
  - Acoustic Guitar, Electric Guitar (#1.4)
  - Gut Guitar (#5)
- 根岸孝旨：Bass (#1.4)
- 沼澤尚：Drums (#1.4)
- 森俊之
  - Analog Synthesizer (#1)
  - Organ (#4)
- 四家卯大：Cello (#1)
- 上田現
  - Keyboards, Programming (#2.3)
  - Sax (#3)
- 奥村大(TROPHY)
  - Acoustic Guitar (#2)
  - Electric Guitar (#2.3)
- 石川具幸：Bass (#2.3)
- 杉野寿之：Drums (#2.3)
- 平田直樹：Trumpet (#3)
- 大橋恵里：Marimba, Woodblock (#5)